# Simona Postlerová
Simona Postlerová (9. listopadu 1964 Plzeň – 5. května 2024 Praha) byla česká divadelní, filmová a dabingová herečka, členka souboru Divadla na Vinohradech.

## Životopis
Její otec Alexandr Postler (1937–1996) byl herec a režisér, matka Jana Postlerová (* 1943) je herečka, režisérka a hlasová poradkyně, a bratr Alexandr Postler ml. (* 1962) je herec.
Herectví vystudovala na DAMU, kde získala titul MgA. Už během studia hostovala v Národním divadle, následně získala stálé angažmá (od roku 1987). Hrála v několika dalších divadlech, od roku 1992 byla ve stálém angažmá v Divadle na Vinohradech.
Hrála například v televizních seriálech Chlapci a chlapi, Hospoda, Četnické humoresky, Nemocnice na kraji města po dvaceti letech, Ordinace v růžové zahradě, Poslední sezona, Ošklivka Katka, ve filmech Jedna kočka za druhou, Experti atd. Objevila se také v mnoha televizních inscenacích.
Dabovala Samanthu Carterovou (Amanda Tapping) v seriálu Hvězdná brána, Lorelai Gilmoreovou (Lauren Graham) v seriálu Gilmorova děvčata, Galadriel (Cate Blanchett) ve filmové trilogii Pán prstenů, Holly Golightlyovou (Audrey Hepburn) ve filmu Snídaně u Tiffanyho nebo Persefonu (Moniku Bellucciovou) ve filmech Matrix Reloaded a Matrix Revolutions.
Byla také vyhledávanou recitátorkou a interpretkou audioknih a též zpívala v muzikálech.Věnovala se také charitě, byla patronkou nadačního fondu Dvojka srdcem.
Jejím manželem byl kytarista Zdeněk Hrášek (1954–2016), se kterým měla dceru Janu Magdalénu (* 1992) a syna Damiána (* 1994).
Zemřela 5. května 2024 ve věku 59 let, kdy byla nalezena ve svém pražském bytě. Provedenou zdravotní pitvou bylo zjištěno, že příčinou úmrtí bylo náhlé srdeční selhání. Také se dlouhodobě léčila s hypertenzí. Poslední rozloučení se konalo 14. května 2024, nejprve na jevišti Divadla na Vinohradech, poté následovala zádušní mše svatá ve vinohradské bazilice svaté Ludmily. Pochována byla do rodinného hrobu na Vinohradském hřbitově.

## Filmografie

### Herecká filmografie
- 1983 – Stříbrný smrček (Jitka) [TV film]
- 1984 – Bohyně krásy (Petříkova kolegyně) [TV film]
- 1986 – Zlá krev (služka u Kittlů) [TV seriál]
- 1986 – Trvale jasno [TV film]
- 1986 – Jak Matýsek přehodil výhybku [TV film]
- 1987 – Pojď, dáme sbohem žízni (Ivana Karásková) [TV film]
- 1987 – Dan [TV film]
- 1987 – Zaslepení (Jeanne Neuillová) [TV film]
- 1988 – Věrni zůstaneme (Dagmara)
- 1988 – O zrzavé Andule (lékárníkových dcera Terezka) [TV film]
- 1988 – Chlapci a chlapi [TV seriál]
- 1988 – Bludiště cest (Marjánka) [TV film]
- 1989 – Zrcadlo [TV film]
- 1989 – O podezíravém králi (Carmen) [TV film]
- 1989 – Klaním se, měsíci (Růžová panna) [TV film]
- 1990 – Zlatý ostrov (Marie) [TV film]
- 1990 – Milostivé léto (Eva Bartošová) [TV film]
- 1990 – Duch času (Malovánka) [TV film]
- 1991 – Území bílých králů (Javorská) [TV seriál]
- 1991 – Útěk do vězení [TV film]
- 1991 – Tma (Lucie) [TV film]
- 1991 – Ten lokaj (Ljuba) [TV film]
- 1991 – Osudné dveře [TV film]
- 1991 – F - E - D - A [TV film]
- 1992 – Noc pastýřů (Pavla Tichá, správcova dcera) [TV film]
- 1992 – Dva Janové a ovečka (zámecká paní Stužkonoska) [TV film]
- 1992 – Danton čili Saturnália (Antonie, manželka Dantonova) [TV film]
- 1993 – Zámek v Čechách [TV film]
- 1993 – Pohádka o věrnosti (bílá nevěsta) [TV film]
- 1993 – Jedna kočka za druhou (Erika)
- 1993 – Hora jménem Andělská (princezna Alvína) [TV film]
- 1994 – Laskavý divák promine – díl Den jsou dvě lidská srdce šťastna spolu (Podlipská) [TV seriál]
- 1995 – Pohádka o lidech a Boží lékárně (Týna) [TV film]
- 1995 – Kníže Václav (Boleslavova manželka Světimíra) [TV film]
- 1995 – Kean [TV film]
- 1996 – Poe a vražda krásné dívky (Fanny Osgoodová) [TV film]
- 1996 – Na hraně [TV film]
- 1996 – Lékárníkových holka (Viola) [TV seriál]
- 1996 – Hospoda – díl Růžička (mylná známost topiče Babuly Helenka) [TV seriál]
- 1997 – Záhadná paní Savageová [TV film]
- 1997 – Rumplcimprcampr (komorná Alžběta) [TV film]
- 1997 – Polední žár (Angelika Hardingová) [TV film]
- 1997 – O třech ospalých princeznách (matka princezen) [TV film]
- 1997 – Dovolená [TV film]
- 1997 – Arrowsmith [TV film]
- 1998 – O zámku v podzemí (princezna Antonie) [TV film]
- 1998 – Jacobowski a plukovník (Gineta) [divadelní záznam]
- 1999 – Velký případ [TV film]
- 1999 – Spirála nenávisti (Helena Frýdová) [TV film]
- 1999 – Paní Piperová zasahuje (Selbyová) [TV film]
- 1999 – Jedna vánoční [TV film]
- 1999 – Hotel Herbich (Irena) [TV seriál]
- 2000 – Podzimní zahrada [divadelní záznam]
- 2001 – Duch český (Jaruš) [TV seriál]
- 2003 – Četnické humoresky – díl Slavnost (Kulíková) [TV seriál]
- 2003 – Stará láska nerezaví (herečka Daisy) [TV film]
- 2003 – Nezvěstný (Margareta Pollingerová) [TV film]
- 2003 – Nemocnice na kraji města po dvaceti letech (paní Vernerová) [TV seriál]
- 2003 – Falešné obvinění (Brittany Hardingová) [TV film]
- 2003 – Bankrotáři (Marylin) [TV film]
- 2004 – Tři dámy s pistolí (Monika) [TV film]
- 2004 – Smetanový svět (Adéla) [TV film]
- 2005–2007 – Ordinace v růžové zahradě (Vlasta Čížková, starší dcera doktora Čížka) [TV seriál]
- 2006 – Poslední sezona – díl První díl (Jolana Krolová) [TV seriál]
- 2006 – Poslední kouzlo (Libuše, královna Vltavského království) [TV film]
- 2006 – O Šípkové Růžence (víla Vesna) [TV film]
- 2006 – Kočky [TV film]
- 2006 – Experti (žena muže v kondici)
- 2006 – To nevymyslíš! – díl Stopařka (Luborova matka) [TV seriál]
- 2006 – 3 plus 1 s Miroslavem Donutilem – díl Lázně – povídka Prst a prstýnek (Sylva) [TV seriál]
- 2007 – 3 plus 1 s Miroslavem Donutilem – díl Vinaři – povídka Pozdní sběr (Marie) [TV seriál]
- 2007 – Trapasy [TV seriál]
- 2007 – Muž a stín (Kristýna Friedmanová) [TV film]
- 2008–2009 – Ošklivka Katka (Inka, asistentka návrháře Huga Wagnera, řečeného Pipinka) [TV seriál]
- 2008 – Kouzla králů (královna vod) [TV film]
- 2008 – Divnovlásky (Eva) [TV film]
- 2008 – Bekyně mniška (učitelka Dáša) [TV film]
- 2009 – Ach, ty vraždy! – díl Smrt lobbisty Mansdorfa (Ingrid Mansdorfová) [TV seriál]
- 2010 – Pojišťovna štěstí – díly Zpátky domů, Dvě ženy a Štěstí (profesorka Pivoňková) [TV seriál]
- Od 2010 – Cesty domů (Patricie "Pacina" Štroblová-Kosíková) [TV seriál]
- 2012 – Probudím se včera (Zuzana, 40 let)
- 2012 – Vyprávěj – díl Osudy: Proč je Iveta taková (Ivetina nevlastní matka Hájková) [TV seriál]
- 2013 – Kriminálka Staré Město (manželka soudce Březiny) [TV seriál]
- 2014 – Stopy života – díl Bílý střelec [TV seriál]

### TV pořady
- Kufr
- O poklad Anežky České
- Nikdo není dokonalý
- 2006 – Banánové rybičky – díl Jak si užít svět
- 2007 – O korunu krále Karla
- 2008 – Zoom
- 2008 – Top star magazín
- 2009 – Top star magazín
- 2009 – Duety… když hvězdy zpívají
- 2010 – Top star magazín
- 2010 – VIP zprávy
- 2011 – Vínečko
- 2012 – VIP zprávy

### Dabing
- 199x – film Vězeňský kovboj – Marcia Gay Harden (Maggie)
- 199x – film Svůdná nenávist – dabing Nova – Leslie Hope (Claire Brownová)
- 199x – film Skandální odhalení – Roma Maffia (Catherine Alvarez)
- 199x – film Nebezpečný klient – Mary-Louise Parkerová (Dianne Sway)
- 199x – film Mořský vlk – dabing Nova – Catherine Mary Stewart (Flaxen Brewsterová)
- 199x – film Moji synové – dabing Nova – Lisa Rinna (Marielle Delauneyová)
- 1992 – film Vždycky zvítězit – Sondra Locke (Lynn Halsey-Taylorová)
- 1992 – film Snídaně u Tiffanyho – dabing ČT – Audrey Hepburnová (Holly Golightlyová)
- 1993 – film Sen lásky – Pamela Gidley (Jane Kesslerová)
- 1995 – seriál Ve jménu zákona – (Lisa Sturmová)
- 1995 – seriál Helena a její chlapci – Cathy Andrieu (Katka)
- 1995 – film Mladí lvi[12]
- 1996 – film Sezóna proměn – dabing Nova – Bo Derek (Lindsey Rutledgeová)
- 1996 – film Hledá se láska – dabing ČT – Elizabeth Perkins (Stella Wynkowski)
- 1996 – film Dvanáct opic – dabing VHS – Madeleine Stowe (Kathryn Raillyová)
- 1997 – film Zámek v oblacích – Guðrún Gísladóttir (matka)
- 1997 – film Velký Gatsby – 1. dabing Prima – Mia Farrowová (Daisy Buchananová)
- 1997 – film Likvidátor – Vanessa Williams (Lee Cullen)
- 1997 – film Bohatí láskou – dabing ČT – Suzy Amis (Rae Odom)
- 1997 – film Anglický pacient – Juliette Binoche (Hana)
- 1998 – film Hamlet – Kate Winsletová (Ofélie)
- 1998 – film Daleko od hlučícího davu – dabing ČT – Julie Christie (Bathsheba)
- 200x – film Strach ze tmy – dabing Nova – Fanny Ardant (Miriam)
- 200x – film Rodinné prokletí – dabing Nova – Annabella Sciorra (Lisa Stocktonová)
- 200x – film Ohnivé léto – dabing ČT – Valeria Cavalli (Paola Rinaldi-De Grafová)
- 200x – film Dvojí život mého muže – dabing Nova – Margaret Colin (Elizabeth Welshová)
- 200x – film Duševní slepota – Uma Thurman (Debby Millerová)
- 200x – film Čtvrtý příběh – dabing ČT – Mimi Rogers (Valerie McCoughlinová)
- 200x – film Bláznivá jízda – dabing Nova – Diane Venora (Celeste)
- 200x – film Bídníci – dabing ČT – Veronica Ferres (paní Thénardierová)
- 2000 – seriál Hvězdná brána – 1.–3. série – Amanda Tapping (Samantha Carterová)
- 2000 – film Generálova dcera – Madeleine Stowe (Sara Sunhill
- 2000 – film Vycházející slunce – dabing Nova – Tia Carrereová (Jingo Asakuma)
- 2001 – seriál Ztracený svět – 1. série – Rachel Blakely (Marguerite Kruxová)
- 2001 – seriál Hvězdná brána – 4. série – Amanda Tapping (Samantha Carterová)
- 2001 – film Vtip – Emma Thompson (Vivian Bearingová)
- 2001 – film Po čem ženy touží – Helen Hunt (Darcy McGuireová)
- 2001 – film Ozvěny mrtvých – Kathryn Erbe (Maggie Witzkyová)
- 2001 – film Obviněn – Joanne Whalley (Natalie Crane)
- 2001 – film Nejlepší gangster – Saffron Burrowsová (Karen)
- 2001 – film Nahá pravda – dabing ČT – Irene Dunne (Lucy Warrinerová)
- 2001 – film Krvavá romance – dabing ČT – Mel Gorham (Elena)
- 2001 – film Devátá brána – Lena Olin (Liana Telferová)
- 2002 – seriál Ztracený svět – 2. série – Rachel Blakely (Marguerite Kruxová)
- 2002 – seriál Teta – Mercedes Sampietro (Bílá paní)
- 2002 – seriál Gilmorova děvčata – 1. série – Lauren Graham (Lorelai Gilmorová)
- 2002 – film Zlatá číše – dabing HBO – Uma Thurman (Charlotte Stantová)
- 2002 – film Policejní akademie 2: Jejich první nasazení – dabing Nova – Colleen Camp (Kirklandová)
- 2002 – film Pán prstenů: Společenstvo Prstenu – Cate Blanchettová (Galadriel)
- 2003 – seriál Ztracený svět – 3. série – Rachel Blakely (Marguerite Kruxová)
- 2003 – seriál Hvězdná brána – 5.–6. série – Amanda Tapping (Samantha Carterová)
- 2003 – seriál Gilmorova děvčata – 2. série – Lauren Graham (Lorelai Gilmorová)
- 2003 – film Pán prstenů: Dvě věže – Cate Blanchettová (Galadriel)
- 2003 – film Mlhy Avalonu – dabing Nova – Julianna Margulies (Morgaine)
- 2003 – film Matrix Reloaded – Monica Bellucciová (Persephone)
- 2003 – film Americký snílek – dabing ČT – JoBeth Williams (Cathy Palmer / Rebecca Ryan)
- 2003 – film Dětská hra – Mary Crosby (Ann Preston)[13]
- 2004 – seriál Gilmorova děvčata – 3. série – Lauren Graham (Lorelai Gilmorová)
- 2004 – seriál 24 hodin – 1.–2. série – Sarah Clarke (Nina Myersová)
- 2004 – film Záblesk ve tmě – dabing Nova – Madeleine Stowe (Emma Brody)
- 2004 – film Z džungle džungle – JoBeth Williams (Dr. Patricia Cromwell)
- 2004 – film Takový jsem byl – dabing ČT – Mary Elizabeth Mastrantonio (Moira Pettigrew)
- 2004 – film Pán prstenů: Návrat krále – Cate Blanchettová (Galadriel)
- 2004 – film Ohnivý oceán – Louise Lombard (Lady Anne Davenportová)
- 2004 – film Matrix Revolutions – Monica Bellucciová (Persephone)
- 2004 – film Já, jenom já – dabing ČT – Rachel Griffiths (Pamela Drury)
- 2005 – seriál Gilmorova děvčata – 4.–5. série – Lauren Graham (Lorelai Gilmorová)
- 2005 – seriál 24 hodin – 3. série – Sarah Clarke (Nina Myersová)
- 2005 – film Nebezpečné hry 3 – Dina Meyerová (Kristin Richardsová)
- 2005 – film Dvanáct opic – dabing DVD – Madeleine Stowe (Kathryn Raillyová)
- 2005 – film Buď v klidu – dabing DVD – Uma Thurman (Edie Athensová)
- 2005 – film Bazén – dabing Prima – Romy Schneider (Marianne)
- 2006 – seriál Gilmorova děvčata – 6. série – Lauren Graham (Lorelai Gilmorová)
- 2006 – film Zločiny a poklesky – dabing Cinemax – Mia Farrowová (Halley Reedová)
- 2006 – film Zlaté časy rádia – dabing Cinemax – Mercedes Ruehl (Žena od reklamy)
- 2006 – film Vzdávám se – dabing Cinemax – Sally Fieldová (Daisy Morgan)
- 2006 – film Ústav – Natasha Richardson (Stella Raphael)
- 2006 – film Taková nenormální rodinka – dabing ČT – Carice van Houtenová (Lis)
- 2006 – film Purpurová růže z Káhiry – Mia Farrowová (Cecilia)
- 2006 – film Hana a její sestry – dabing Cinemax – Mia Farrowová (Hannah)
- 2006 – film Beetlejuice – dabing Prima – Catherine O'Hara (Delia)
- 2006 – film Alice – dabing Cinemax – Mia Farrowová (Alice Tate)
- 2007 – seriál Po právu – Constance Zimmer (Brianna)
- 2007 – seriál Kriminálka Las Vegas – 5.–6. série – Louise Lombard (Sofia Curtisová)
- 2007 – seriál Hvězdná brána – 7.–10. série – Amanda Tapping (Samantha Carterová)
- 2007 – seriál Gilmorova děvčata – 7. série – Lauren Graham (Lorelai Gilmorová)
- 2007 – film Sestry – dabing HBO – Mary Stuart Masterson (Olga Priorová)
- 2007 – film Nikomu to neříkej – Florence Thomassin (Charlotte Bertaudová)
- 2007 – film Moje superbejvalka – Uma Thurman (Jenny Johnsonová/G-girl)
- 2007 – film Modré auto – dabing ČT – Margaret Colin (Diane)
- 2007 – film Královna Alžběta: Zlatý věk – Cate Blanchettová (Alžběta I.)
- 2007 – film Berlínské spiknutí – Cate Blanchettová (Lena Brandtová)
- 2008 – seriál Svatyně – 1. série – Amanda Tapping (Helen Magnusová)
- 2008 – seriál Kriminálka Las Vegas – 7. série – Louise Lombard (Sofia Curtisová)
- 2008 – seriál Slečna Marplová – díl V hotelu Bertram – Polly Walker (Bess Sedgwicková)
- 2008 – film Tajemství nesmrtelných – dabing ČT – Amy Irving (paní Fosterová)
- 2008 – film Tajemství městečka Springvillu – dabing Nova – Alison Eastwood (Sophie Weston)
- 2008 – film Podivuhodný případ Benjamina Buttona – Cate Blanchettová (Daisy)
- 2008 – film Náhradník – dabing DVD – Jane Birkinová (Janet)
- 2008 – film Mumie: Hrob Dračího císaře – Maria Bellová (Evelyn O’Connellová)
- 2008 – film Impromtu – Judy Davisová (George Sandová)
- 2008 – film Hvězdná brána: Návrat – dabing DVD – Amanda Tapping (plukovník Samantha Carterová)
- 2009 – dokument Hvězdná brána: Pravdivý příběh jednoho fenoménu – Amanda Tapping
- 2009 – dokument Hvězdná brána: Pravdivý pohled – Amanda Tapping
- 2009 – seriál Tara a její svět – Toni Collette (Tara Gregsonová)
- 2009–2010 – seriál Svatyně – 2. série – Amanda Tapping (Helen Magnusová)
- 2009 – seriál Hvězdná brána: Atlantida – 2.–5. série – Amanda Tapping (Samantha Carterová)
- 2009 – film Útěk na Horu čarodějnic - Carla Gugino (Alex Friedmanová)
- 2010 – film Těžká rozhodnutí – Keri Russell (Aileen Crowleyová)
- 2010 – film Robin Hood – Cate Blanchettová (Marion Loxleyová)
- 2010 – film Nora – Claire Bloom (Nora Helmerová)[14]
- 2010 – film Ukažte svou tvář!/Za bílého dne – Alessia Goria (sestra Carolina Iavazzo)[15]
- 2011 – seriál Panství Downton – 1. série – Elizabeth McGovern (Cora, hraběnka Granthamová)
- 2011 – film Šílenec – dabing MGM – Ann Magnuson (Moira)
- 2011 – film Jack se chystá vyplout – dabing Cinemax – Daphne Rubin-Vega (Lucy)
- 2011 – film Hvězdná brána: Návrat – dabing AXN – Amanda Tapping (plukovník Samantha Carterová)
- 2011 – film Hanna – Cate Blanchettová (Marissa)
- 2012 – seriál Panství Downton – 2. série – Elizabeth McGovern (Cora, hraběnka Granthamová)
- 2012 – film Rebelka – Emma Thompson (královna Elinor)
- 2012 – film Francois Saganová – dabing ČT – Arielle Dombasle (Astrid)[16][17]
- 2013 – film Hvězdná brána: Archa pravdy – dabing Nova – Amanda Tapping (plukovník Samantha Carterová)
- 2013 – film Poslední kvartet – dabing Cinemax – Catherine Keener (Juliette Gelbart)
- 2013 – film Otevřené srdce – dabing Cinemax – Juliette Binoche (Mila)
- 2013 – film Jasmíniny slzy – Cate Blanchettová (Jasmine)
- 2013 – film Hobit: Šmakova dračí poušť – Cate Blanchettová (Galadriel)
- 2014 – film Sázkař – Michelle Phillips (paní Davisová)
- 2014 – film Pompeje 3D – Carrie-Anne Mossová (Aurelia)

## Audioknihy
V seznamu jsou uvedeny pouze ty audioknihy, u kterých byla sólovou interpretkou
- 2014 – Tančím tak rychle, jak dokážu, Barbara Gordon, vydal Portál
- 2016 – Zabij mě znovu, Rachel Abbott, vydala Audiotéka; Bookmedia
- 2016 – Všude kolem černý les, Ruth Ware, vydala Audiotéka
- 2016 – Heřmánkové údolí, Hana Marie Körnerová, vydala MOBA
- 2017 – Deník americké manželky, Sue Kaufmanová, vydala Audiotéka; Bookmedia
- 2017 – Žena z kajuty č. 10, Ruth Ware, vydala Audiotéka
- 2019 – Poslouchání pro duši, Bruno Ferrero, vydal Portál; Tympanum
- 2019 – Už jsem ti to říkala?, Lauren Graham, vydala Kanopa
- 2020 – Jak vytrhnout velrybě stoličku, Marie Poledňáková, vydal Supraphon
- 2021 – Čachtická paní, Jožo Nižnánsky, vydala Audiotéka; Petrklíč
- 2021 – Hodiny, Michael Cunningham, vydalo Audiostory
- 2022 – Tajemství sanatoria, Anne-Sophie Lunding-Sørensen, vydala Audiotéka; Host

## Divadelní role

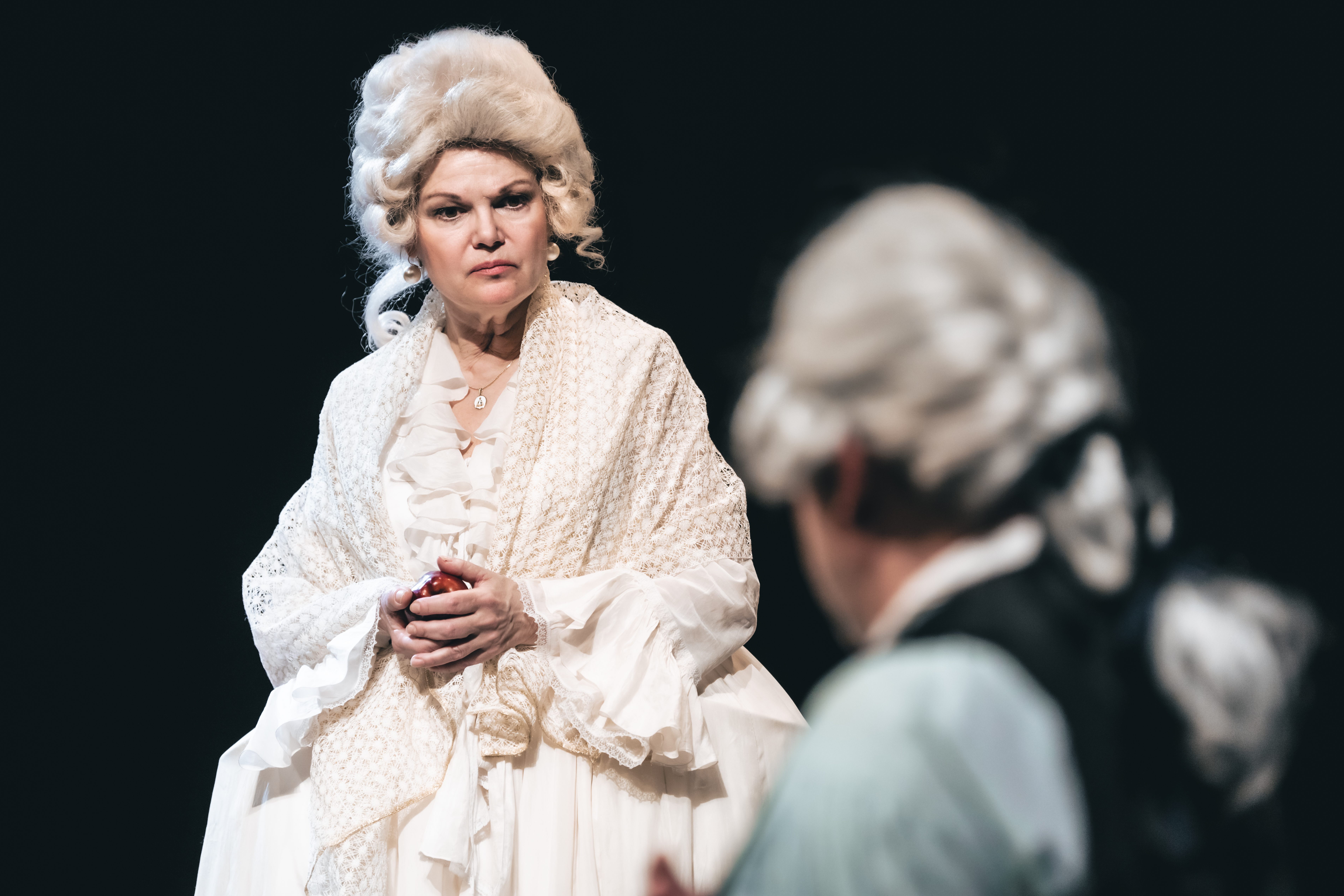
v roli Marie Barbary Bachové, Bach a synové, Divadlo na Vinohradech, foto Petr Chodura (2023)

- 1989 – James Goldman: Lev v zimě, Alais, Národní divadlo, režie Luděk Munzar
- 1989 – Václav Kliment Klicpera: Zlý jelen, Ivana, Národní divadlo, režie Jiří Menzel
- 1990 – Karel Čapek, Josef Čapek: Ze života hmyzu, Jepice, Národní divadlo, režie Miroslav Krobot
- 1990 – Ödön von Horváth: Kazimír a Karolína, Karolína, Národní divadlo, režie Miroslav Krobot
- 1991 – William Shakespeare: Král Lear, Cordelie, Národní divadlo, režie Barry Kyle
- 1991 – Tirso de Molina: Sevillský svůdce a kamenný host, Tisbea, Národní divadlo, režie Miroslav Krobot
- 1992 – Arthur Schnitzler: Duše krajina širá, Evženie, Divadlo na Vinohradech, režie Ladislav Smoček
- 1993 – Pierre Corneille: Cid, Jiména, Divadlo na Vinohradech, režie Vladimír Strnisko
- 1995 – Franz Werfel: Jacobowski a plukovník, Gineta, Divadlo na Vinohradech, režie Jiří Menzel
- 1996 – John Gay: Žebrácká opera, Polly, Divadlo na Vinohradech, režie Jakub Korčák
- 1996 – Georges Feydeau: Brouk v hlavě, Marcela Champsboisy, Divadlo na Vinohradech, režie Jiří Menzel
- 1997 – Fjodor M. Dostojevskij: Bratři Karamazovi, Kateřina, Divadlo na Vinohradech, režie Zdeněk Kaloč
- 1997 – Michail J. Lermontov: Maškaráda, Nina, Divadlo na Vinohradech, režie Vladimír Strnisko
- 1998 – Ödön von Horváth: Povídky z Vídeňského lesa, Milostivá paní, Divadlo na Vinohradech, režie Ladislav Smoček
- 1999 – Karel Čapek, Josef Čapek: Ze života hmyzu, Apatura Clythie a Jepice, Divadlo na Vinohradech, režie Zdeněk Kaloč
- 1999 – Bengt Ahlfors: Divadelní komedie, Lotta, Divadlo na Vinohradech, režie Vladimír Strnisko
- 1999 – Lillian Hellmanová: Podzimní zahrada, Sofie Tuckermanová, Divadlo na Vinohradech, režie Petr Kracik
- 2000 – William Shakespeare: Kupec benátský, Porcie, Divadlo na Vinohradech, režie Zdeněk Kaloč
- 2000 – Gabriel García Márquez: Sto roků samoty, Amaranta, Divadlo na Vinohradech, režie Petr Novotný
- 2001 – Georges Feydeau: Dáma od Maxima, Paní Vidaubanová, Divadlo na Vinohradech, režie Oto Ševčík
- 2001 – Friedrich Dürrenmatt: Král Jan, Blanka Kastilská, Divadlo na Vinohradech, režie Jiří Menzel
- 2002 – Johann Nepomuk Nestroy: Talisman, Ema, Divadlo na Vinohradech, režie Petr Novotný
- 2002 – Edward Albee: Kdo se bojí Virginie Woolfové?, Drahunka, Divadlo na Vinohradech, režie Petr Novotný
- 2002 – John Kander, Fred Ebb: Chicago, Velma Kelly, Hudební divadlo Karlín, režie Petr Novotný
- 2003 – Jean-Claude Grumberg: Krejčovský salón, Mimi, Divadlo na Vinohradech, režie Petr Novotný
- 2004 – Jean Anouilh: Tomáš Becket aneb Čest boží, Gwendolina, Divadlo na Vinohradech, režie Jan Novák
- 2004 – Ken Ludwig: Lo Stupendo, Maggie, Divadlo na Vinohradech, režie Jan Novák
- 2004 – William Shakespeare: Macbeth, Druhá vědma, Divadlo na Vinohradech, režie Hana Burešová
- 2005 – Tom Stoppard: To pravé, Charlotta, Divadlo na Vinohradech, režie Jana Kališová
- 2005 – Elisabeth Fuller: Perla Hollywoodu a já, Liz Fullerová, Divadlo Ungelt, režie Ladislav Smoček
- 2005 – David Yazbek, Terence McNally: Donaha!, Vicki, Divadlo na Vinohradech, režie Radek Balaš
- 2006 – Ken Ludwig: Lo Stupendo, Maggie, Agentura Harlekýn, režie Jan Novák
- 2006 – Jonathan Lynn, Antony Jay: Jistě, pane ministře, Annie, Divadlo na Vinohradech, režie Martin Stropnický
- 2007 – Oscar Wilde: Ideální manžel, Lady Chilternová, Divadlo na Vinohradech, režie Jana Kališová
- 2009 – Eric Assous: Příbuzné si nevybíráme, Christelle, Agentura Harlekýn, režie Jan Novák
- 2009 – Federico Fellini: Zkouška orchestru, Klavíristka, Divadlo na Vinohradech, režie Martin Stropnický
- 2010 – Antonín Procházka: Fatální bratří, Milada, Agentura Harlekýn, režie Antonín Procházka
- 2010 – Jiří Havelka: Fidlovačka aneb Kde domov můj?, Margareta, Divadlo na Vinohradech, režie Jiří Havelka
- 2010 – Tom Stoppard: Na flámu, Madam Knorrová, Divadlo na Vinohradech, režie Zdeněk Černín
- 2011 – Eric Assous: Herci jsou unaveni, Mariana, Agentura Harlekýn, režie Jan Novák
- 2011 – Neil Simon: Apartmá v hotelu Plaza, Muriel Tateová, Divadlo na Vinohradech, režie Martin Stropnický
- 2012 – Frank Loesser: Jak udělat kariéru snadno a rychle, Smitty, Divadlo na Vinohradech, režie Radek Balaš
- 2013 – Tom Stoppard: Dvojitý agent, Hapgoodová, Divadlo na Vinohradech, režie Radovan Lipus
- 2013 – Max Frisch: Andorra, Seňora, Divadlo na Vinohradech, režie Martin Čičvák

## Rozhlas
- 2009 Milena Mathausová: Měděné zrcadlo, nedělní pohádka, Český rozhlas, role: Dona Estella; režie Vlado Rusko.[18]

## Ocenění
- 2002 – Cena Františka Filipovského za nejlepší ženský herecký výkon v dabingu filmu Vtip